# استان راین
استان راین (به آلمانی: Rheinprovinz) غربی‌ترین استان پادشاهی پروس و ایالات آزاد پروس رایش آلمان در سال‌های ۱۸۲۲ تا ۱۹۴۶ بود.